# Gare de Massy TGV
Gare de Massy TGV vasútállomás Franciaországban, Massy településen.

## Vasútvonalak
Az állomást az alábbi vasútvonalak érintik:
- LGV Atlantique

## Kapcsolódó állomások
A vasútállomáshoz az alábbi állomások vannak a legközelebb:
- Paris Gare Montparnasse